# Џ̆
Џ̆ (minuskule џ̆) je již běžně nepoužívané písmeno cyrilice, v minulosti bylo používáno v abcházštině. V poslední variantě abchazské azbuky mu odpovídá spřežka Џь.
Písmeno bylo zavedeno komisí pro překlady jako náhrada místo do té doby používaného písmena Џ, protože písmeno Џ začalo být využíváno pro jinou hlásku. V době, kdy byla abcházština zapisována gruzínským písmem, písmenu Џ̆ odpovídalo písmeno ჯ, v latinské abecedě N. J. Marra písmenu Џ̆ odpovídalo písmeno ḏ̣. V abecedě N. F. Jakovleva písmenu Џ̆ odpovídalo písmeno ꝗ. Od znovuzavedení zápisu abcházštiny cyrilicí je místo písmena Џ̆ používána spřežka Џь.